# Salto de altura en parada
El salto de altura en parada, también llamado salto de altura sin impulso, es una prueba de atletismo que debutó en las Olimpiadas de París 1900 y estuvo vigente en las tres siguientes: San Luis 1904, Londres 1908 y Estocolmo 1912. Se lleva a cabo de la misma forma que el salto de altura, con la diferencia de que el saltador debe estar inicialmente quieto y saltar con los dos pies juntos.
Ray Ewry fue el mejor de la etapa olímpica, con una plusmarca de 1,65 m el 16 de julio de 1900. El atleta sueco Rune Almén posee el récord del mundo actual, fijado en 1,90 m.

## Medallistas olímpicos
| Evento         | Oro                  | Plata                                            | Bronce                      |
| -------------- | -------------------- | ------------------------------------------------ | --------------------------- |
| París 1900     | Ray Ewry (1,655 m )  | Irving Baxter (1,525 m)                          | Lewis Sheldon (1,500 m)     |
| San Luis 1904  | Ray Ewry (1,60 m)    | Joseph Stadler (1,44 m)                          | Lawson Robertson (1,44 m)   |
| Atenas 1906    | Ray Ewry             | Léon Dupont Lawson Robertson Martin Sheridan     | -                           |
| Londres 1908   | Ray Ewry (1,57 m)    | John Biller (1,55 m) Kostas Tsiklitiras (1,55 m) | -                           |
| Estocolmo 1912 | Platt Adams (1,63 m) | Ben Adams (1,60 m)                               | Kostas Tsiklitiras (1,55 m) |